# Зарубежное военное обозрение
Зарубежное военное обозрение — ежемесячный информационно-аналитический иллюстрированный журнал Министерства обороны Российской Федерации (издательство «Красная звезда»), издающийся с декабря 1921 года.
Сначала журнал назывался «Военный зарубежник» — орган Отдела иностранной военной печати при Военной академии РККА, издававшийся с 1921 по 1973 год со значительными перерывами.

## Советский период
Первый номер «Военного зарубежника» был издан в 1921 году, но в 1926 году в результате военной реформы его выпуск был приостановлен. Вновь он стал выходить в 1931 году, но в 1941 году выпуск журнала был «признан нецелесообразным … в рамках кампании по демонстрации миролюбивых намерений СССР».
Издательство «Красная звезда» возобновило выпуск журнала только в 1956 году в качестве журнала Министерства обороны СССР (МО СССР).
Журнал входил в «Перечень сведений, запрещенных к опубликованию в открытой печати, в передачах по радио и телевидению», о нём запрещено было упоминать в открытой печати, ссылаться на него могли только в таких же засекреченных документах и публикациях для служебного пользования, ознакомиться с архивом журнала можно было только в спецхране при наличии соответствующего оформленного допуска.
12 ноября 1981 года секретным указом президиума Верховного совета СССР журнал был награждён орденом Красной Звезды с вручением редакции Боевого знамени «за воспитание воинов в духе постоянной бдительности и высокой боевой готовности, а также мобилизации их на защиту Родины».

## Российский военный журнал
С 1991 года журнал издаётся Минобороны России.
С начала 2000-х годов редакция «Зарубежного военного обозрения» предприняла усилия по улучшению как содержания, так и его полиграфического оформления. В 2003 году в журнале появились такие новые рубрики как «Кризисы, конфликты, войны», «XXI век: новые концепции, технологии, исследования, разработки», «На полигонах мира» и другие.
Также был увеличен и объём журнала. С 2010 года «по договоренности с издательским домом „Красная звезда“» он выходит на 112 полосах в полном цвете.
На начало 2010-х годов тираж журнала составлял около 9000 экземпляров; редакции также «удалось не потерять своих постоянных читателей».
В 2000-х годах «издание неоднократно отмечалось высшим знаком отличия „Золотой фонд прессы“ на профессиональных международных выставках „Пресса“».

## Главные редакторы
- Феденко Ф. А., генерал-лейтенант КГБ, заместитель Начальника ГРУ Генерального штаба Вооружённых сил СССР[5]
- Никонов А.М. (по июль 1937 года )
- Орлов А.Г (с сентября 1937 года )
- Павлов Г.Н ( с 1966 по 1968 гг)
- Бугров И.И (с марта 1972 по май 1987)
- Абрамов О.Н (с июня 1987 по май 1988)
- Кожемякин В.И. (с июня 1988 по март 1991 года)
- Бабушкин Ю.Д. (с апреля 1991 по ноябрь 1994 года)
- Криворучко Ю.Б. (с декабря 1994 по ноябрь 1995 года)
- Виктор Иванович Завалейков, капитан 1 ранга (с декабря 1995 по февраль 2004 года)
- Иван Александрович Мальцев, полковник запаса[6] (с марта 2004 года по настоящее время)

## Цена за № (год)
- 0,3 рубля (1973);
- 0,5 руб. (1975);
- 0,7 руб. (1982);
- 1—2 руб. (1991);
- ≈ 250 руб. (2015).